# شيخ دوكوري
شيخ قادر دوكوري (بالفرنسية: Cheick Doukouré) (مواليد 11 سبتمبر 1992) هو لاعب كرة قدم فرنسي-عاجي-غيني يلعب حاليًا لصالح نادي متز.

## ألقاب
ساحل العاج
- كأس الأمم الأفريقية: 2015[2]

## روابط خارجية
- شيخ دوكوري على موقع رابطة كرة القدم الفرنسية للمحترفين (الإنجليزية)
- شيخ دوكوري على موقع قاعدة بيانات كرة القدم.إي يو (الإنجليزية)
- شيخ دوكوري على موقع ناشيونال فوتبول تيمز (الإنجليزية)
- شيخ دوكوري على موقع Soccerbase.com (لاعب) (الإنجليزية)
- شيخ دوكوري على موقع Soccerway.com (الإنجليزية)
- شيخ دوكوري على موقع AS.com (الإسبانية)
- صفحة اللاعب على صفحة الاتحاد الفرنسي لكرة القدم